# So Much (For) Stardust
Albums de Fall Out Boy
M A N I A
(2018)
Singles
1. Love from the Other Side
Sortie : 18 janvier 2023
2. Heartbreak Feels So Good
Sortie : 25 janvier 2023
3. Hold Me Like a Grudge
Sortie : 24 mars 2023

So Much (For) Stardust est le huitième album studio du groupe de rock américain Fall Out Boy. Il s'agit de leur premier album en plus de 5 ans, après M A N I A en 2018, marquant ainsi le plus long intervalle entre deux albums studio pour le groupe. L'album est sorti le 24 mars 2023 sous les labels Fueled by Ramen, Elektra Records et DCD2. Cet album marque les retrouvailles du groupe avec Neal Avron, qui n'avait pas travaillé sur un album du groupe depuis Folie à Deux en 2008, ainsi que leur retour à leur label d'origine, Fueled By Ramen, qui avait précédemment sorti Take This to Your Grave en 2003.
L'album revient à un son pop rock et pop-punk, plus orienté sur les guitares, comparable à celui de leur album Folie à Deux. Le groupe y inclut également des éléments de disco, soul et funk. L'album a reçu des critiques positives.

## Conception
À la suite des retours mitigés sur leur précédent album, le groupe reste silencieux concernant de nouvelles sorties, si ce n'est celle d'une seconde compilation en 2019.
Le chanteur, Patrick Stump, évoque de la création de l'album :

« La technologie a rendu la création d’albums beaucoup plus rapide de nos jours. Il n’y a rien de mal à cela, et cette spontanéité peut être excitante... Mais nous voulions revenir à la manière dont nous travaillions auparavant. Nous voulions faire un album vraiment soigneusement conçu, réfléchi et patiemment guidé – comme si quelqu’un vous avait préparé un repas délicat. Je ne suis pas quelqu’un avec beaucoup de fierté, mais je suis plutôt fier de cet album,,. »

En raison de la fin du contrat du groupe avec Island Records, Fall Out Boy signe avec Fueled by Ramen et Elektra Records pour la sortie de cet album, marquant leur première collaboration avec Fueled by Ramen depuis Take This to Your Grave. Il a également été annoncé que l'album serait produit par Neal Avron, marquant leur première collaboration avec lui depuis Folie à Deux.
Le jour même de l'annonce de l'album, le guitariste Joe Trohman annonce sur les réseaux sociaux qu'il compte s'éloigner temporairement du groupe, afin se concentrer sur sa santé mentale. Il réintègre le groupe quelques mois plus tard, en mai 2023,.

## Liste des titres
Toutes les chansons sont écrites et composées par Fall Out Boy, sauf si annotations.
| No  | Titre                        | Auteur                    | Durée |
| --- | ---------------------------- | ------------------------- | ----- |
| 1.  | Love from the Other Side     |                           | 4:39  |
| 2.  | Heartbreak Feels So Good     |                           | 3:37  |
| 3.  | Hold Me Like a Grudge        |                           | 3:35  |
| 4.  | Fake Out                     |                           | 3:29  |
| 5.  | Heaven, Iowa                 |                           | 3:56  |
| 6.  | So Good Right Now            | Fall Out Boy, Robert Byrd | 2:58  |
| 7.  | The Pink Seashell            |                           | 1:02  |
| 8.  | I Am My Own Muse             |                           | 3:45  |
| 9.  | Flu Game                     |                           | 3:38  |
| 10. | Baby Annihilation            |                           | 1:07  |
| 11. | The Kintsugi Kid (Ten Years) |                           | 3:55  |
| 12. | What a Time to Be Alive      |                           | 3:42  |
| 13. | So Much (for) Stardust       |                           | 4:51  |

## Classements hebdomadaires
| Classement (2023)                 | Meilleure place |
| --------------------------------- | --------------- |
| Allemagne (Media Control AG)      | 6               |
| Australie (ARIA)                  | 4               |
| Autriche (Ö3 Austria Top 40)      | 15              |
| Belgique (Flandre Ultratop)       | 42              |
| Belgique (Wallonie Ultratop)      | 61              |
| Canada (Canadian Albums Chart)    | 13              |
| Écosse (OCC)                      | 2               |
| Espagne (Promusicae)              | 98              |
| États-Unis (Billboard 200)        | 6               |
| États-Unis (Top Rock Albums)      | 1               |
| France (SNEP)                     | 84              |
| Irlande (Irish Albums Chart)      | 12              |
| Italie (FIMI)                     | 37              |
| Japon (Oricon)                    | 39              |
| Nouvelle-Zélande (RIANZ)          | 9               |
| Pays-Bas (Mega Album Top 100)     | 91              |
| Royaume-Uni (UK Albums Chart)     | 3               |
| Royaume-Uni (Rock & Metal Albums) | 1               |
| Suisse (Schweizer Hitparade)      | 52              |